# Willi Oberbeck
Friedrich Wilhelm „Willi“ Oberbeck (* 21. Februar 1910 in Hagen; † 19. Februar 1980 ebenda) war ein deutscher Radrennfahrer. In den Jahren von 1934 bis 1936 war er Mitglied der deutschen Nationalmannschaft der Amateure. In dieser Zeit erreichte er Podiumsplätze bei Rennen wie Berlin–Warschau und Basel–Cleve. Von 1937 bis 1942 war er als Profi im Radsportteam Diamant aktiv. 1937 bis 1939 nahm er an den Rundfahrten teil, die als Vorgänger der heutigen Deutschland Tour ausgetragen wurden. 1938 gewann Oberbeck die erste Etappe der Tour de France und trug infolgedessen für einen Tag das Gelbe Trikot des Gesamtführenden der Tour.

## Palmarès
1937
- 3. Platz auf der 5. Etappe der Internationalen Deutschland-Rundfahrt von Schweinfurt nach München

1938
- 2. Platz auf der 3. Etappe der Internationalen Deutschland-Rundfahrt von Chemnitz nach Schweinfurt
- Sieg auf der 4. Etappe der Internationalen Deutschland-Rundfahrt von Schweinfurt nach München
- Tour de France:

- Sieger der 1. Etappe von Paris nach Caen
- Ein Tag im Gelben Trikot
1939
- 2. Platz auf der 10. Etappe der Großdeutschlandfahrt von Graz nach Salzburg

1941
- 3. Platz auf der 3. Etappe des Straßenrennens Echarpe d’Or von Nürnberg nach Schweinfurt